# Raj Ghat

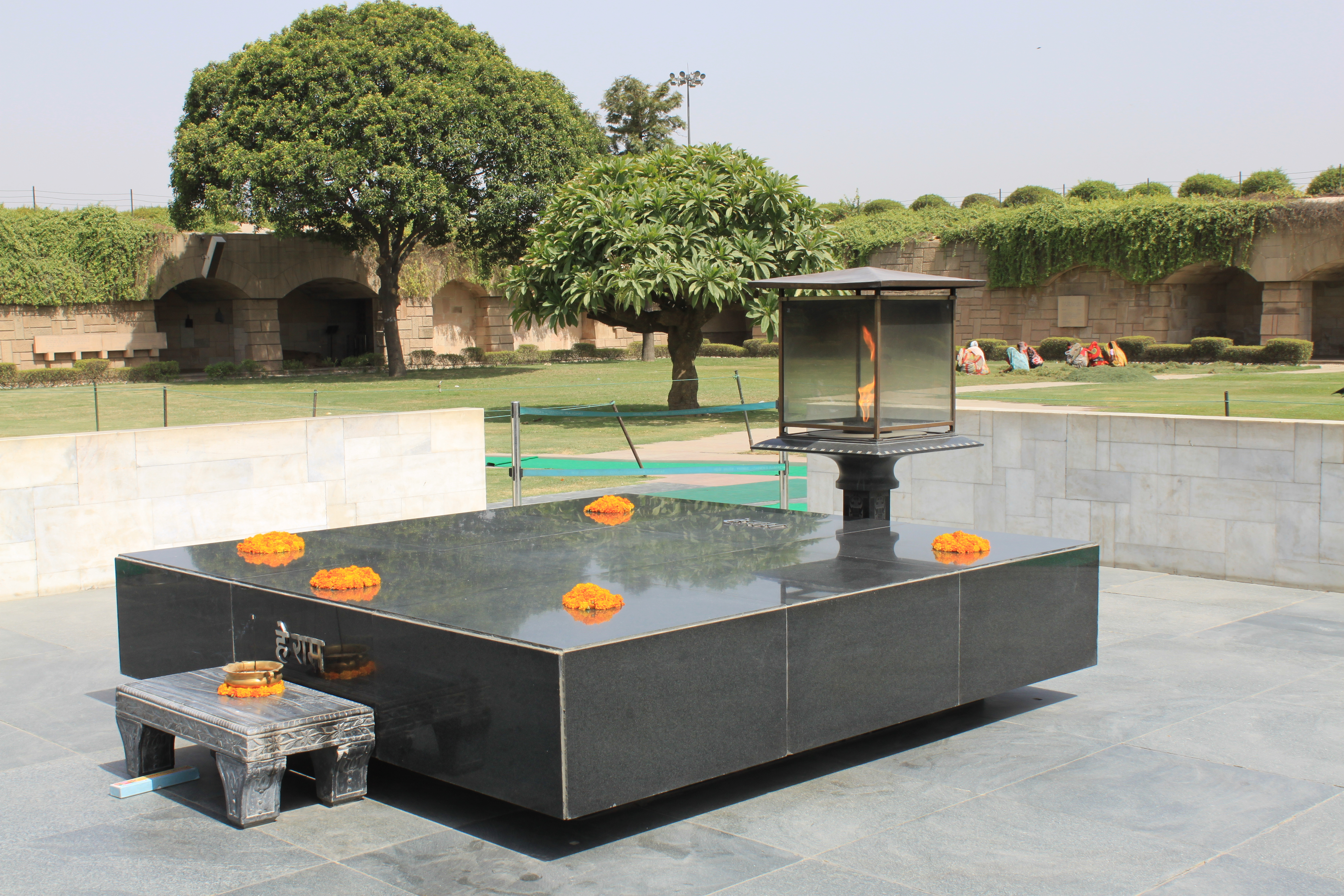
Rajghat Samadhi, Inschrift in Devanagari: हे राम, Hē Rāma ‚oh Gott‘

Raj Ghat (Hindi घाट राज, rāj ghāṭ, Königsghat) ist eine Gedenkstätte (samadhi) am Westufer des Flusses Yamuna in Delhi, Indien. Sie wurde 1951 zur Erinnerung an Mohandas Karamchand Gandhi (1869–1948) an der Stelle errichtet, an der Gandhis Leichnam am 31. Januar 1948 eingeäschert worden war.
Das Denkmal besteht aus einer schwarzen Marmorplatte mit einer ewigen Flamme und den eingravierten letzten Worten Gandhis: „Hē Rāma – oh Gott“. Die Parkanlage an der Ring Road birgt weitere Erinnerungsstätten an bedeutende indische Politiker, unter anderem an Jawaharlal Nehru und Indira Gandhi.
Es ist üblich, die Schuhe beim Betreten der Anlage abzulegen. Am 2. Oktober, Gandhis Geburtstag und am 30. Januar, seinem Todestag, treffen sich Anhänger des Mahatmas, um seiner zu gedenken. Jeden Freitag werden im Raj-Ghat-Park Gebete abgehalten.